# Zwinger (Goslar)

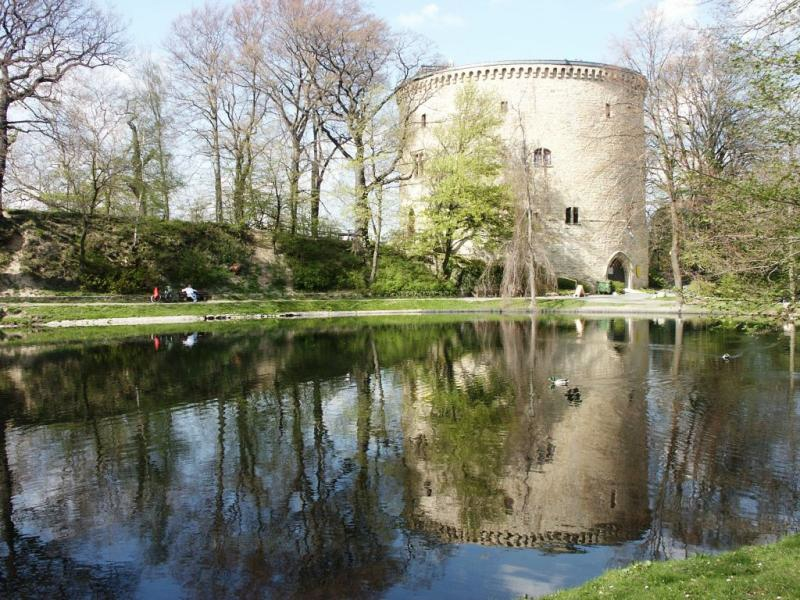
Zwinger in Goslar

Der Zwinger in Goslar ist ein Batterieturm und Bestandteil der Befestigungsanlagen der alten Kaiserstadt Goslar. Er steht auf dem Thomaswall im Süden der Stadt und wurde 1517 errichtet. Auf dieser Seite wird Goslar stark vom nahe gelegenen Rammelsberg überhöht, der im Belagerungsfall eine günstige Geschützstellung für Angreifer abgegeben hätte; deshalb bedurfte die Stadtbefestigung hier des besonderen Schutzes durch den starken Batterieturm.
Das Steinwerk des Goslarer Zwingers wurde überwiegend vom Sandstein des Sudmerberges nordöstlich von Goslar gewonnen und mit gebranntem Kalk vermauert. Da das Kalkbrennen noch unvollkommen war, vermengten die Bauleute zur besonderen Abhärtung den Mörtel mit Rosshaar, Quark, Ziegenmilch und Ochsenblut.
Dicht unter dem Konsolenkranz befinden sich zwei eingemauerte Sandsteinplatten mit den Wappen des Deutschen Reiches und der Stadt Goslar und der Aufschrift „Anno dm M D X V II“. Das ursprüngliche Kegeldach wurde 1857 zurückgebaut.
Mit einer Mauerstärke im unteren Bereich von 6,5 Meter, einem Durchmesser von 26 Metern und einer Höhe von 20 Metern gehört der Zwinger zu den stärksten noch bestehenden und genutzten Befestigungstürmen Europas.
Der Goslarer Zwinger ist seit dem 1. August 1936 in Privatbesitz. Heute beherbergt der Zwinger mehrere Ferienwohnungen.